# Варела де Пина, Даниэл
Даниэл Давид Варела де Пина (англ. Daniel David Varela de Pina; род. 7 августа 1996, Санта-Круз, острова Сотовенту) — боксёр-любитель из Кабо-Верде, выступающий в суперлёгкой весовой категории. Бронзовый призёр Олимпийских игр 2024 года, бронзовый призёр чемпионата Африки 2022 года. Первый призёр Олимпийских игр в истории Кабо-Верде.

## Биография
Даниэл Варела Де Пина родился 7 августа 1996 года.

## Любительская карьера
Варела Де Пина выступал в соревнованиях по боксу на летних олимпийских играх 2020 года в Токио. Уступил в 1/8 финала Шахобиддину Зоирову. Был знаменосцем Кабо-Верде на церемонии закрытия Олимпийских игр в Токио.
В 2022 году в Мапуту стал бронзовым призером чемпионата Африки по боксу.
В 2024 году был знаменосцем делегации Кабо-Верде на летних Олимпийских играх 2024 года в компании дзюдоистки Джамилы Силвы. В соревнованиях по боксу в весовой категории до 51 кг завоевал бронзовую медаль, уступив в полуфинале спортсмену из Узбекистана Хасанбою Дусматову.